# 埃塞尔伍尔夫

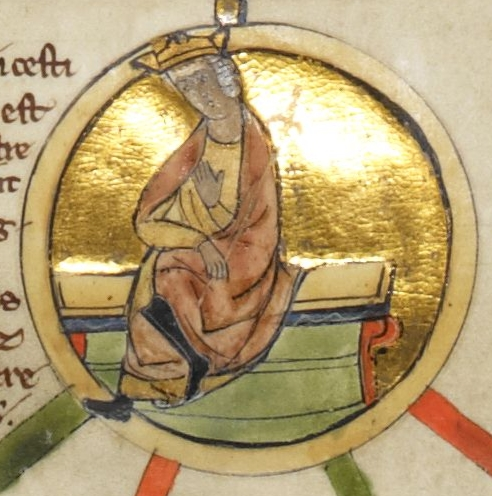
一幅作于13世纪晚期的埃塞尔伍尔夫画像，现收藏于大英图书馆

埃塞爾伍爾夫（直译 高贵的狼；795年—858年1月13日）是839年—858年的威塞克斯国王。他是威塞克斯國王埃格伯特的兒子。825年，他的父親擊敗麦西亚国王伯恩伍尔夫，终结了其对于盎格鲁-撒克逊英格兰亨伯以南地區的漫长统治。埃格伯特指派埃塞尔伍尔夫带领一支军队前往肯特，他赶走當地的麦西亚附庸國王，並獲任命為附庸國王。830年之后，埃格伯特與麦西亚保持良好关系；839年埃塞尔伍尔夫继承了王位之后仍延续此一策略。埃塞尔伍尔夫是自641年以来，第一位成功继承父親王位的威塞克斯国王。此时威塞克斯的国土已东至肯特，西至德文。
在埃塞尔伍尔夫统治威萨克斯的时期，维京人并不是主要的威胁。843年，他在薩默塞特的卡尔汉普顿（Carhampton）败给了维京人，但是随后在851年的Aclea之战（Battle of Aclea）中对维京人取得了重大胜利。在853年，埃塞尔伍尔夫加入了一个麦西亚探险队，尝试在威尔士地区恢复麦西亚的传统统治，同年他的女儿埃塞爾斯威斯嫁给麦西亞國王博格雷德。在855年埃塞尔伍尔夫前去羅馬朝圣，他准备了什一稅，即把自己所有的个人财物的十分之一奉献出来。在他不在国内期间，他任命自己的次子埃塞爾博爾德（當時長子埃塞爾斯坦已經去世）做代理国王，任命自己的第三子埃塞爾伯特去管理肯特王國以及西南部區域。埃塞爾伍爾夫在羅馬呆了一年，在回来的途中，他娶了朱迪丝，也就是西法兰西王国的皇帝“秃头查理”的女儿。
当埃塞爾伍爾夫從罗马回到英格兰，他的儿子埃塞爾博爾德拒绝把西萨克逊的王权归还父亲，埃塞爾伍爾夫同意拆分王國，他自己掌握东部，而把西部交到埃塞尔伯尔德手中。858年，埃塞爾伍爾夫去世，他把威萨克斯王国和肯特王国留给了儿子埃塞爾博爾德和|埃塞爾伯特，不过两年后，埃塞爾伯特去世，让分开的王国又一次回归统一。
二十世纪的史学家对于埃塞爾伍爾夫的评论很差，认为他过分的虔诚，并且不切实际，他的罗马朝圣之旅被认为是抛弃了自己的职守。在二十一世纪的史学家对于埃塞爾伍爾夫有不同的看法。作为一个国王他巩固和扩展了自己的王朝，保持对于欧洲大陆的尊重，并且相对于同时代的其它君主，有效的处置了维京人的入侵。他被认为是最成功的西萨克逊國王之一，他成功地将自己的政治遗产传给了儿子們，包括著名的阿尔弗雷德大帝。

## 註解
1. ↑  Egbert's death and Æthelwulf's accession is dated by historians to 839. According to Susan Kelly, "there may be grounds for arguing that Æthelwulf's succession actually took place late in 838",'"`UNIQ--ref-00000007-QINU`"' but Joanna Story argues that the West Saxon regnal lists show the length of Egbert's reign as 37 years and 7 months, and as he acceded in 802 he is unlikely to have died before July 839.'"`UNIQ--ref-00000008-QINU`"'